# Sanfrecce Hirošima
Sanfrecce Hirošima (japonsky サンフレッチェ広島) je japonský fotbalový klub z města Hirošima hrající v J1 League. Klub byl založen v roce 1938 pod názvem Toyo Industries SC (od sezony 1980 jen Mazda SC). Když roku 1992 vznikla profesionální J.League, klub se přejmenoval na Sanfrecce Hirošima. Svá domácí utkání hraje na Edion Stadium Hiroshima.

## Úspěchy
- J1 League: 2012, 2013, 2015
- Císařský pohár: 1965, 1967, 1969

## Významní hráči
- Takuja Takagi
- Júiči Komano
- Marcus Tulio Tanaka
- Jódžiró Takahagi
- Norio Omura
- Tošihiro Aojama
- Hisato Sató
- Kazujuki Toda
- Tomoaki Makino
- Šúsaku Nišikawa
- Hiroki Mizumoto
- Cukasa Šiotani
- Tony Popovic
- César Sampaio
- Ilian Stojanov
- Michel Pensée
- Július Bielik
- Ivan Hašek
- John van Loen
- Peter Utaka